# نهر لوغون
نهر لوغون هو رافد رئيسي لنهر شاري . تقع مصادر لوغون في غرب جمهورية إفريقيا الوسطى وشمال الكاميرون وجنوب تشاد . فقد اثنين من الروافد الرئيسية. نهر بندي (لوجون الشرقية) في ولاية أوهام - بندي في جمهورية أفريقيا الوسطى ونهر مبري ( لوجون الغربي) في شرق الكاميرون. تحيط العديد من المستنقعات والأراضي الرطبة النهر.
تشمل المستوطنات على النهر كوسيري ، أكبر مدن الكاميرون الشمالية، وعاصمة تشاد، نجامينا، التي تقع في المكان الذي يفرغ فيه لوغون إلى نهر شاري.
يشكل نهر لوغون جزءًا من الحدود الدولية بين تشاد والكاميرون.